# Label du patrimoine européen

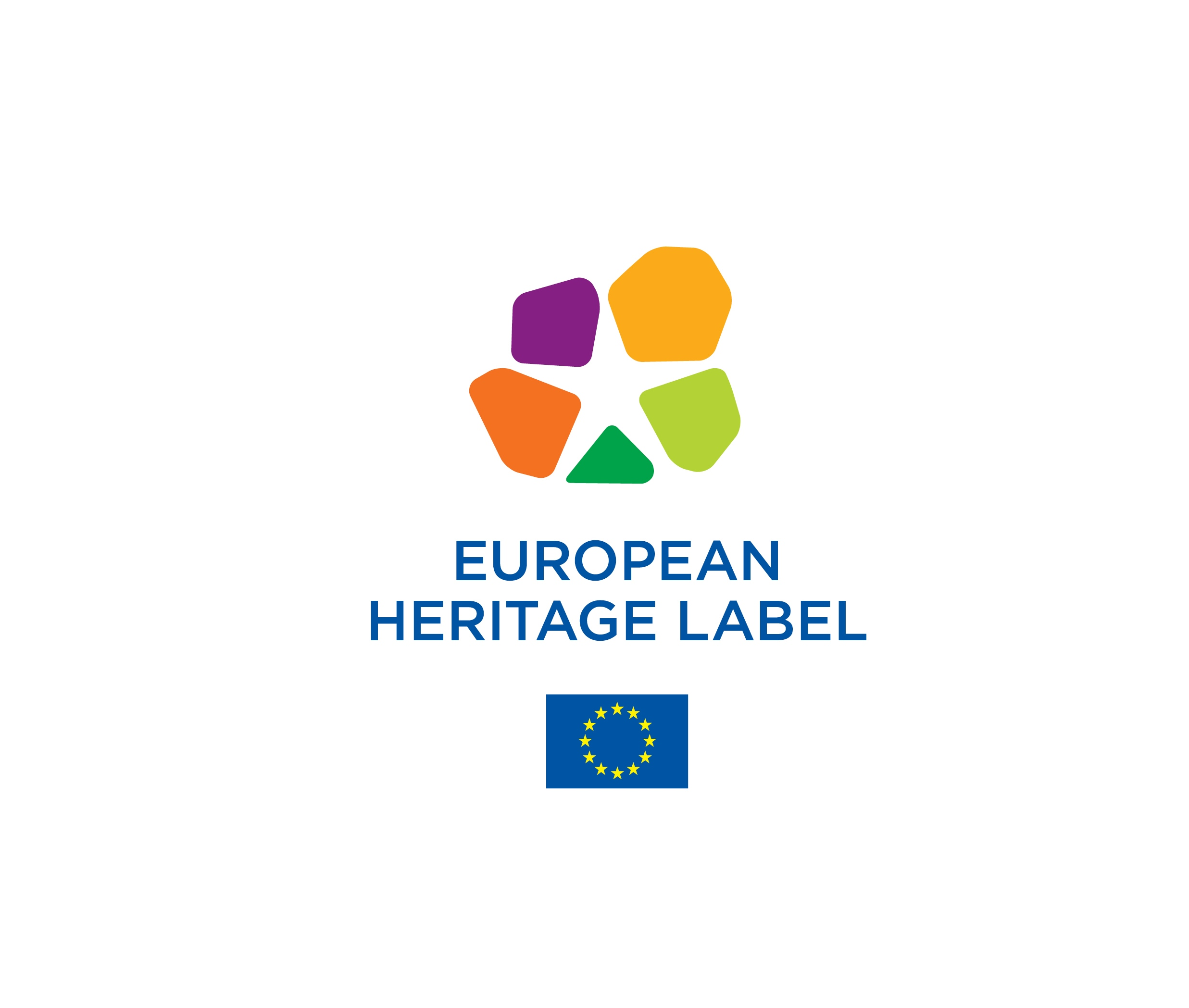
Logo du label du patrimoine européen.

Le label du patrimoine européen est un label attribué par l'Union européenne à des biens matériels ou culturels perçus comme des jalons dans la création de l'Europe contemporaine. Le programme est géré par la Commission européenne.

## Objectifs
Les labels peuvent être attribués à des monuments, des édifices, des sites naturels, des paysages culturels, des lieus de mémoire, des biens culturels ou même des patrimoines immatériels. Les sites distingués sont choisis pour leurs valeurs symboliques et leur rôle dans l'histoire de l'Europe et de l'Union européenne ; ils doivent aussi répondre à un cahier des charges portant des aspects pédagogiques et éducatifs, ainsi que sur la mise en avant des valeurs européennes de « respect de la dignité humaine, de liberté, de démocratie, d'égalité, de l'État de droit, ainsi que de respect des droits de l'homme ». Ils doivent donc répondre à l'un des critères suivants :
- une nature transfrontalière ou pan-européenne : leur influence doit s'étendre au-delà des frontières individuelles d'un État membre ;
- une place dans l'histoire et l'intégration européenne, ainsi qu'un rapport avec des événements, personnalités ou mouvements européens clés ;
- une place dans le développement et la promotion des valeurs communes sous-jacentes à l'intégration européenne[2].

## Pays participants
25 pays participent au programme (soit tous les pays membre de l'Union européenne sauf l'Irlande et la Suède) : Allemagne, Autriche, Belgique, Bulgarie, Chypre, Croatie, Danemark, Espagne, Estonie, Finlande, France, Grèce, Hongrie, Italie, Lettonie, Lituanie, Luxembourg, Malte, Pays-Bas, Pologne, Portugal, Roumanie, Slovaquie, Slovénie et Tchéquie.

## Histoire

### Initiative intergouvernementale

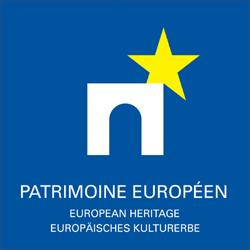
Logo de l'ancien label intergouvernemental.

Le label débute sous la forme d'une initiative intergouvernementale entre 17 États membres de l'Union européenne, lors d'un réunion à Grenade en Espagne le 28 avril 2006. Parmi les motivations : l'échec des référendums français et néerlandais sur la constitution européenne l'année précédente. Le but principal de l'initiative est d'indentifier des sites ayant joué un rôle dans la construction d'une Europe unie, et les voir à travers un prisme européen plutôt que seulement national.
L'initiative inclut à la fois des États membres de l'Union européenne et des États extérieurs comme la Suisse. Les pays participants choisissant leurs propres biens, les critères d'attribution varient suivant les pays. En 2010, le label est attribué à 64 sites dans 18 pays distincts.

### Initiative européenne
Le 20 novembre 2008, le Conseil européen adopte une décision visant à transformer le label en une action de l'Union européenne, en invitant la Commission à leur soumettre une proposition pour la création d'un label patrimonial, et à en spécifier les modalités d'implémentation. Le label est officiellement créé le 16 novembre 2011. Il ne reprend pas les sites préalabement labellisés par les États : les quatre premiers sites sont désignés en 2013, suivis de seize autres désignations en 2014.

## Sites
La liste suivante recense les sites ayant obtenu le label en 2024. Les graphies et les dénominations sont celles utilisées par la Commission européenne.
| Site                                                                   | Lieu                                                                    | Pays                                             | Année | Notes | Coordonnées | Illus. |
| ---------------------------------------------------------------------- | ----------------------------------------------------------------------- | ------------------------------------------------ | ----- | --- | --- | ------ |
| Parc archéologique de Carnuntum                                        | Petronell-Carnuntum                                                     | Autriche                                         | 2013  | | 48° 06′ 58″ N, 16° 51′ 31″ E |        |
| Maison de la Grande Guilde                                             | Tallinn                                                                 | Estonie                                          | 2013  | Bâtiment de la Grande Guilde, confrérie de marchands au Moyen Âge | 59° 26′ 18″ N, 24° 44′ 42″ E |        |
| Palais de la Paix                                                      | La Haye                                                                 | Pays-Bas                                         | 2013  | | 52° 05′ 12″ N, 4° 17′ 44″ E |        |
| Camp de Westerbork                                                     | Westerbork                                                              | Pays-Bas                                         | 2013  | | 52° 55′ 00″ N, 6° 36′ 25″ E |        |
| Château de Hambach                                                     | Neustadt an der Weinstraße                                              | Allemagne                                        | 2014  | | 49° 19′ 30″ N, 8° 07′ 07″ E |        |
| Münster et Osnabrück – Sites de la paix de Westphalie                  | Münster Osnabrück                                                       | Allemagne                                        | 2014  | Hôtels de ville de Münster et d'Osnabrück (de) | 51° 57′ 42″ N, 7° 37′ 41″ E 52° 16′ 39″ N, 8° 02′ 28″ E |        |
| Archives de la Couronne d'Aragon                                       | Barcelone                                                               | Espagne                                          | 2014  | | 41° 23′ 44″ N, 2° 11′ 15″ E |        |
| Résidence d'étudiants                                                  | Madrid                                                                  | Espagne                                          | 2014  | | 40° 26′ 27″ N, 3° 41′ 17″ O |        |
| Maison de Robert Schuman                                               | Scy-Chazelles                                                           | France                                           | 2014  | | 49° 06′ 39″ N, 6° 06′ 41″ E |        |
| Abbaye de Cluny                                                        | Cluny                                                                   | France                                           | 2014  | | 46° 26′ 03″ N, 4° 39′ 33″ E |        |
| Centre antique d'Athènes                                               | Athènes                                                                 | Grèce                                            | 2014  | Acropole, agora, agora romaine, bibliothèque d'Hadrien, Pnyx, Aréopage, collines des Muses et des Nymphes (el), ateliers et cimetière du Céramique | 37° 58′ 17″ N, 23° 43′ 35″ E |        |
| Parc commémoratif du pique-nique paneuropéen                           | Sopron                                                                  | Hongrie                                          | 2014  | | 47° 45′ 26″ N, 16° 37′ 20″ E |        |
| Musée de la maison d'Alcide De Gasperi (it)                            | Pieve Tesino                                                            | Italie                                           | 2014  | | 46° 04′ 04″ N, 11° 36′ 46″ E |        |
| Ville de Kaunas de la période 1919-1940                                | Kaunas                                                                  | Lituanie                                         | 2014  | Commémore Kaunas comme « capitale temporaire » du pays, pendant l'entre-deux-guerres. La ville fait l'objet d'une inscription similaire au patrimoine mondial : « Kaunas, ville moderniste : une architecture de l’optimisme, 1919-1939 » depuis 2023.                                                     | 54° 54′ 00″ N, 23° 55′ 00″ E |        |
| Constitution du 3 mai 1791                                             | Varsovie                                                                | Pologne                                          | 2014  | | 52° 13′ 56″ N, 21° 00′ 30″ E |        |
| Chantiers navals historiques de Gdańsk                                 | Gdańsk                                                                  | Pologne                                          | 2014  | | 54° 22′ 34″ N, 18° 38′ 56″ E |        |
| Union de Lublin                                                        | Lublin                                                                  | Pologne                                          | 2014  | | 51° 14′ 00″ N, 22° 34′ 00″ E |        |
| Charte de la loi d'abolition de la peine de mort                       | Lisbonne                                                                | Portugal                                         | 2014  | La Charte, datant de 1867, est conservée à l'institut des archives nationales. | 38° 45′ 17″ N, 9° 09′ 23″ O |        |
| Bibliothèque générale de l'Université de Coimbra                       | Coimbra                                                                 | Portugal                                         | 2014  | | 40° 12′ 26″ N, 8° 25′ 35″ O |        |
| Hôpital des partisans de Franja (sl)                                   | Cerkno                                                                  | Slovénie                                         | 2014  | | 46° 09′ 13″ N, 14° 01′ 43″ E |        |
| Palais impérial                                                        | Vienne                                                                  | Autriche                                         | 2015  | | 48° 12′ 20″ N, 16° 21′ 51″ E |        |
| Mundaneum                                                              | Mons                                                                    | Belgique                                         | 2015  | | 50° 27′ 28″ N, 3° 57′ 20″ E |        |
| Site de l'homme de Néandertal de Krapina (en)                          | Krapina                                                                 | Croatie                                          | 2015  | | 46° 09′ 53″ N, 15° 51′ 49″ E |        |
| Ensemble historique de l'université de Tartu                           | Tartu                                                                   | Estonie                                          | 2015  | | 58° 22′ 52″ N, 26° 43′ 13″ E |        |
| Quartier européen de Strasbourg                                        | Strasbourg                                                              | France                                           | 2015  | | 48° 35′ 46″ N, 7° 46′ 17″ E |        |
| Académie de musique Franz Liszt                                        | Budapest                                                                | Hongrie                                          | 2015  | | 47° 30′ 12″ N, 19° 03′ 52″ E |        |
| Cimetière n° 123 du front de l'Est de la Première Guerre mondiale (pl) | Łużna                                                                   | Pologne                                          | 2015  | | 49° 43′ 05″ N, 21° 03′ 47″ E |        |
| Pointe de Sagres (pt)                                                  | Sagres                                                                  | Portugal                                         | 2015  | | 37° 00′ 23″ N, 8° 56′ 21″ O |        |
| Château des Přemyslides (cs) et musée archidiocésain d'Olomouc (cs)    | Olomouc                                                                 | Tchéquie                                         | 2015  | | 49° 35′ 53″ N, 17° 15′ 45″ E |        |
| Ancien camp de concentration de Natzweiler et ses camps annexes        | Natzwiller                                                              | Allemagne, France                                | 2017  | Outre le camp de concentration de Natzweiler, l'inscription évoque la cinquantaine de camps annexes établis pendant la Seconde Guerre mondiale sur les deux rives du Rhin, et qui se trouvent actuellement en Allemagne et en France.                                                                      | 48° 27′ 19″ N, 7° 15′ 15″ E |        |
| Sites du patrimoine musical de Leipzig                                 | Leipzig                                                                 | Allemagne                                        | 2017  | Comprend : église Saint-Thomas, église Saint-Nicolas, ancienne école Saint-Nicolas (de), Bach-Archiv, Maison de Mendelssohn (de), école supérieure de musique et de théâtre Felix Mendelssohn Bartholdy, maison de Schumann (de), bâtiment des éditions Peters et Grieg-Begegnungsstätte (nl), Gewandhaus. | 51° 20′ 21″ N, 12° 22′ 21″ E |        |
| Bois du Cazier                                                         | Marcinelle                                                              | Belgique                                         | 2017  | | 50° 22′ 51″ N, 4° 26′ 34″ E |        |
| Complexe de la synagogue de la rue Dohány                              | Budapest                                                                | Hongrie                                          | 2017  | | 47° 29′ 45″ N, 19° 03′ 37″ E |        |
| Fort de Cadine (it)                                                    | Trente                                                                  | Italie                                           | 2017  | | 46° 05′ 01″ N, 11° 04′ 21″ E |        |
| Village de Schengen                                                    | Schengen                                                                | Luxembourg                                       | 2017  | Commémore l'accord et la convention de Schengen. | 49° 28′ 36″ N, 6° 21′ 46″ E |        |
| Traité de Maastricht                                                   | Maastricht                                                              | Pays-Bas                                         | 2017  | | 50° 50′ 15″ N, 5° 42′ 04″ E |        |
| Mémorial de Sighet                                                     | Sighetu Marmației                                                       | Roumanie                                         | 2017  | | 47° 55′ 36″ N, 23° 53′ 28″ E |        |
| L'Église commémorative de Javorca (sl) et son paysage culturel         | Tolmin                                                                  | Slovénie                                         | 2017  | | 46° 14′ 06″ N, 13° 43′ 12″ E |        |
| Lotissements du Werkbund en Europe                                     | Brno, Prague, Stuttgart, Vienne, Wrocław                                | Allemagne, Autriche, Pologne, Tchéquie           | 2019  | Comprend : Kolonie Nový dům (cs) à Brno, Osada Baba (cs) à Prague, Weißenhof à Stuttgart, Werkbundsiedlung (de) à Vienne, WUWA (pl) à Wrocław | 49° 12′ 21″ N, 16° 34′ 16″ E 50° 06′ 54″ N, 14° 23′ 10″ E 48° 48′ 03″ N, 9° 10′ 39″ E 48° 10′ 48″ N, 16° 16′ 08″ E 51° 06′ 18″ N, 17° 05′ 06″ E |        |
| Colonies de bienfaisance                                               | Hoogstraten, Merksplas, Noordenveld, Ommen, Steenwijkerland, Westerveld | Belgique, Pays-Bas                               | 2019  | Comprend : Frederiksoord, Merksplas, Ommerschans (nl), Veenhuizen, Wilhelminaoord, Willemsoord, Wortel. Quatre colonies sont inscrites au patrimoine mondial depuis 2021. | 52° 50′ 35″ N, 6° 11′ 14″ E 51° 21′ 23″ N, 4° 49′ 33″ E 52° 35′ 09″ N, 6° 24′ 21″ E 53° 01′ 58″ N, 6° 23′ 45″ E 52° 51′ 22″ N, 6° 09′ 50″ E 52° 49′ 28″ N, 6° 03′ 31″ E 51° 23′ 58″ N, 4° 49′ 28″ E |        |
| Lieu de mémoire du Chambon-sur-Lignon                                  | Le Chambon-sur-Lignon                                                   | France                                           | 2019  | | 45° 03′ 32″ N, 4° 18′ 04″ E |        |
| Patrimoine vivant de Szentendre                                        | Szentendre                                                              | Hongrie                                          | 2019  | | 47° 40′ 03″ N, 19° 04′ 35″ E |        |
| Zone archéologique d'Ostia Antica                                      | Rome                                                                    | Italie                                           | 2019  | | 41° 45′ 21″ N, 12° 17′ 30″ E |        |
| Les Trois Frères                                                       | Riga                                                                    | Lettonie                                         | 2019  | | 56° 57′ 01″ N, 24° 06′ 15″ E |        |
| Lieu de mémoire de Lambinowice                                         | Łambinowice                                                             | Pologne                                          | 2019  | | 50° 32′ 00″ N, 17° 34′ 00″ E |        |
| Patrimoine culturel subaquatique des Açores                            | Açores                                                                  | Portugal                                         | 2019  | Comprend une trentaine de sites publics de plongée centrés sur des épaves | 38° 37′ 26″ N, 28° 01′ 52″ O |        |
| Château de Kynžvart – Lieu de rencontres diplomatiques                 | Lázně Kynžvart                                                          | Tchéquie                                         | 2019  | | 50° 00′ 15″ N, 12° 36′ 20″ E |        |
| Zdravljica – le Message du printemps européen des peuples              | Ljubljana                                                               | Slovénie                                         | 2019  | Manuscrit conservé à la bibliothèque nationale et universitaire de Slovénie | 46° 02′ 51″ N, 14° 30′ 14″ E |        |
| L'Oderbruch                                                            | Brandebourg                                                             | Allemagne                                        | 2021  | | 52° 42′ N, 14° 15′ E |        |
| MigratieMuseumMigration (en)                                           | Molenbeek-Saint-Jean                                                    | Belgique                                         | 2021  | | 50° 51′ 27″ N, 4° 20′ 37″ E |        |
| Art thrace des Rhodopes orientaux : le tombeau d'Alexandrovo           | Haskovo                                                                 | Bulgarie                                         | 2021  | | 41° 58′ 47″ N, 25° 44′ 17″ E |        |
| Musée de la culture (en) et site archéologique de Vučedol (en)         | Vukovar                                                                 | Croatie                                          | 2021  | | 45° 20′ 11″ N, 19° 03′ 32″ E |        |
| Parc minier d'Almadén (de)                                             | Almadén                                                                 | Espagne                                          | 2021  | Un bien similaire est inscrit au patrimoine mondial depuis 2012 : le patrimoine du mercure. | 38° 46′ 33″ N, 4° 50′ 53″ O |        |
| Campus de Seminaarinmäki                                               | Jyväskylä                                                               | Finlande                                         | 2021  | | 62° 14′ 12″ N, 25° 43′ 51″ E |        |
| Site archéologique de Némée                                            | Némée                                                                   | Grèce                                            | 2021  | | 37° 48′ 32″ N, 22° 42′ 37″ E |        |
| Ventotene                                                              | Ventotene                                                               | Italie                                           | 2021  | | 40° 47′ 32″ N, 13° 25′ 31″ E |        |
| Centre historique de Turaida                                           | Sigulda                                                                 | Lettonie                                         | 2021  | Site de la réserve muséale de Turaida (lv) ; comprend entre autres le château de Turaida (lv) et l'église évangélique luthérienne de Turaida (lv) | 57° 11′ 12″ N, 24° 50′ 29″ E |        |
| Patrimoine de saint Willibrord                                         | Echternach                                                              | Luxembourg                                       | 2021  | Patrimoine lié à Wikkibrord d'Utrecht à l'abbaye d'Echternach : crypte, logement monastique, scriptorium, procession dansante | 49° 48′ 50″ N, 6° 25′ 21″ E |        |
| Palais de la Commission européenne du Danube (ro)                      | Galați                                                                  | Roumanie                                         | 2021  | | 45° 09′ 23″ N, 29° 39′ 44″ E |        |
| Fresques médiévales des régions de Gemer (sk) et Malohont (sk)         | Banská Bystrica, Région de KošiceKošice                                 | Slovaquie                                        | 2021  | Églises évangéliques de Kameňany (sk), Koceľovce (sk), Kraskovo, Kyjatice, Ochtiná (sk), Rimavská Bana, Rimavské Brezovo et Štítnik (sk), églises catholiques de Chyžné, Rákoš et Šivetice, église réformée de Plešivec (sk).                                                                              | 48° 42′ 37″ N, 20° 20′ 34″ E |        |
| Cisterscapes – Paysages cisterciens reliant l'Europe                   |                                                                         | Allemagne, Autriche, Pologne, Slovénie, Tchéquie | 2023  | Ensemble de 17 abbayes cisterciennes : Altenberg, Bronnbach, Ebrach, Langheim, Kostanjevica (cs), Loccum (de), Maulbronn, Pforta, Plasy, Rein, Stična, Velehrad (cs), Vyšší Brod, Wągrowiec, Waldsassen, Žďár (cs), Zwettl.                                                                                | 51° 03′ 17″ N, 7° 07′ 58″ E 49° 42′ 45″ N, 9° 32′ 50″ E 49° 50′ 49″ N, 10° 29′ 39″ E 50° 06′ 44″ N, 11° 06′ 36″ E 45° 50′ 09″ N, 15° 24′ 57″ E 52° 27′ 07″ N, 9° 09′ 02″ E 49° 00′ 04″ N, 8° 48′ 46″ E 51° 08′ 32″ N, 11° 45′ 09″ E 49° 56′ 06″ N, 13° 23′ 26″ E 47° 08′ 06″ N, 15° 17′ 05″ E 45° 57′ 24″ N, 14° 48′ 18″ E 49° 06′ 12″ N, 17° 23′ 45″ E 48° 37′ 14″ N, 14° 18′ 24″ E 52° 50′ 22″ N, 17° 18′ 08″ E 50° 00′ 14″ N, 12° 18′ 34″ E 49° 34′ 59″ N, 15° 56′ 14″ E 48° 37′ 01″ N, 15° 12′ 00″ E |        |
| Théâtre royal de Toone                                                 | Bruxelles                                                               | Belgique                                         | 2023  | | 50° 50′ 50″ N, 4° 21′ 12″ E |        |
| Monastère San Jerónimo de Yuste                                        | Cuacos de Yuste                                                         | Espagne                                          | 2023  | | 40° 06′ 50″ N, 5° 44′ 20″ O |        |
| Le Kalevala - Patrimoine épique vivant                                 |                                                                         | Finlande                                         | 2023  | | |        |
| Sant'Anna di Stazzema                                                  | Stazzema                                                                | Italie                                           | 2023  | | 43° 58′ 27″ N, 10° 16′ 25″ E |        |
| Musée Notre-Seigneur au grenier                                        | Amsterdam                                                               | Pays-Bas                                         | 2023  | | 52° 22′ 30″ N, 4° 53′ 58″ E |        |
| Athénée roumain                                                        | Bucarest                                                                | Roumanie                                         | 2023  | | 44° 26′ 29″ N, 26° 05′ 50″ E |        |

## Statistiques
Le tableau suivant recense, pour chaque pays participant et en 2024, le nombre de sites inscrits.
| Pays       | Sites |
| ---------- | ----- |
| Allemagne  | 7     |
| Autriche   | 4     |
| Belgique   | 5     |
| Bulgarie   | 1     |
| Chypre     | 0     |
| Croatie    | 2     |
| Danemark   | 0     |
| Espagne    | 4     |
| Estonie    | 2     |
| Finlande   | 2     |
| France     | 5     |
| Grèce      | 2     |
| Hongrie    | 4     |
| Italie     | 5     |
| Lettonie   | 2     |
| Lituanie   | 1     |
| Luxembourg | 2     |
| Malte      | 0     |
| Pays-Bas   | 5     |
| Pologne    | 7     |
| Portugal   | 4     |
| Roumanie   | 3     |
| Slovaquie  | 1     |
| Slovénie   | 4     |
| Tchéquie   | 4     |